# Cimetière intercommunal de Mirande
Le cimetière intercommunal de Mirande, est un cimetière intercommunal de l'agglomération dijonnaise, situé à Dijon dans le département de la Côte-d'Or.

## Histoire
Pour faire face à la pénurie d'espaces dans les différents cimetières communaux de Dijon Métropole, le cimetière intercommunal est aménagé par les architectes paysagistes dijonnais J. Dolveck et de J. Mestoudjian en 1995 à côté du crématorium créé en 1992 . 

## Description
Le cimetière s'étend sur 11 hectares et forme un ensemble avec le crématorium et son jardin cinéraire.